# Remi Lewerissa
Remi Lewerissa (født 30. oktober 1960) er en dansk skuespiller.
Han er uddannet på Skuespillerskolen ved Odense Teater i 1984 og er blandet kendt for sin medvirken i tv-serien Hvide løgne og for at lægge stemme til Chap i Disneys Chip & Chap: Nøddepatruljen. Han har arbejdet som freelanceskuespiller på de fleste teaterscener i København, blandt andet på Betty Nansen Teatret. Lewerissa underviser desuden på Krogerup Højskole.